# Chronicon complutense
Chronicon complutense sive alcobacense es una crónica latina que recoge acontecimientos de la zona occidental del reino de León (la actual Galicia y el norte del actual Portugal, de las que se considera la primera crónica) hasta la muerte de Fernando I el Grande (1065), a quien el cronista anónimo loa como imperator fortissimus. Su primera edición (editio princeps) fue publicada por Enrique Flórez en 1767. Una más reciente edición, incorporando una recensión conocida como Chronicon conimbrigense, fue publicada bajo el título Annales Portugalenses veteres (APV, "viejos anales portugueses") por Pierre David.

## Ediciones
- Enrique Flórez, ed. España Sagrada, XXIII, 2nd ed. (Madrid: 1799), 316–18. (en latín)
- Pierre David, ed. "Annales Portugalenses Veteres", Revista Portuguesa de Historia 3 (1945): 81–128.